# وولفز
«الذئاب» وولفز (بالأنجليزية: Wolves) هي أغنية للمغنية الأمريكية «سيلينا غوميز» ومنتجة الرقص الإلكترونية والموسيقى دي جي «مارشميلو». كتبت بواسطة Gomez, Ali Tamposi, Louis Bell, Brian Lee, Carl Rosen, Marshmello and Andrew Watt، مع التعامل مع الإنتاج من قبل اثنين الأخيرين. تم إصدار الأغنية في 25 أكتوبر 2017.
من الناحية التجارية، وصلت الأغنية إلى المراكز العشرة الأولى في أستراليا والنمسا وبلجيكا وكندا وجمهورية التشيك والدنمارك وفنلندا وأيرلندا ولبنان ولاتفيا وليتوانيا وهولندا والنرويج والبرتغال وسلوفاكيا والسويد وسويسرا والمملكة المتحدة. فضلا عن أعلى 20 في ألمانيا ونيوزيلندا وبولندا وإسبانيا والولايات المتحدة.

## الإصدار والترويج
وكشف مارشميللو لأول مرة عن التعاون في 22 يوليو 2017، عندما كتب: "عيد ميلاد سعيد سيلينا غوميز لا يمكن أن ينتظر العالم لسماع ما كنا نعمل عليه". في 15 أغسطس 2017، كتب مارشميلو أن غوميز " يبدو لا يصدق على الإطلاق "على الأغنية، عند الرد على المعجبين الذين طلبوا منه الحديث عن التعاون. وخلال مقابلة إذاعية مع تونيا وسونيك على 103.7 FM سان دييجو، تحدث غوميز عن التعاون: "إنه رائع حقا، إنه نوع من هذا العالم، عالمه، وأنا أخطو إليه وأحضري أسلوبي أيضا". دعتها أغنية جميلة وكذلك واحدة من المفضلة لها. في 25 سبتمبر عام 2017، وصل أحد أتباع غوميز إلى مارشيميلو عبر تويتر للحصول على "نصيحة" عن الأغنية، التي رد عليها مارشميلو: "قريبا جدا جدا"، مما أدى إلى تكهنات بشأن إطلاق الأغنية. في 6 أكتوبر 2017، جنبا إلى جنب مع الإعلان عن واحد له "أنت وأنا" والتعاون مع ميغوس، TM88 وسوثزيد، طمأن المشجعين أن الأغنية "قريبا جدا". في 19 أكتوبر 2017، استغرق كل من غوميز ومارشميلو لوسائل الاعلام الاجتماعية للإعلان رسميا عن تعاونهم وتاريخ إطلاقها. غوميز الصور المشتركة لها يرتدي نسخة وردي من خوذة مارشميلو بينما كانوا يجلسون على الأرض واثنين من الجلوس على الأريكة الأكل الفشار. تم عرضه لأول مرة عبر برنامج إذاعي يدق 1 حيث يدعى هوستر زين لو أنه يوم الإصدار "السجل العالمي.

## المصدر
1. ↑  "معلومات عن وولفز على موقع youtube.com". youtube.com. مؤرشف من الأصل في 2017-11-07.
2. ↑  "معلومات عن وولفز على موقع musicbrainz.org". musicbrainz.org. مؤرشف من الأصل في 2019-05-23.
3. ↑  الاستماع إلى اغنية "Wolves" على موقع punjab mp3
4. ↑  "قائمة اعمال "Selena Gomez" منذ 2002 حتى الان على "Punjab song"